# Castelnaudary
Castelnaudary là một xã trong vùng Occitanie, thuộc tỉnh Aude, quận Carcassonne. Tọa độ địa lý của xã là 43° 19' vĩ độ bắc, 01° 57' kinh độ đông. Castelnaudary nằm trên độ cao trung bình là 165 mét trên mực nước biển. Xã có diện tích 47.72 km², dân số vào thời điểm 1999 là 10.851 người; mật độ dân số là 227 người/km².

## Thông tin nhân khẩu
| 1936  | 1946  | 1954  | 1962  | 1968  | 1975   | 1982   | 1990   | 1999   |
| ----- | ----- | ----- | ----- | ----- | ------ | ------ | ------ | ------ |
| 8 246 | 8 073 | 8 765 | 9 343 | 9 936 | 10 118 | 10 750 | 10 970 | 10 851 |

## Nhân vật nổi tiếng
- Jean-François-Aimé Dejean (1749-1824) tướng quân đội và Bộ trưởng Bộ Chiến tranh 1802-1810.
- Antoine-François Andréossy (1761-1828), tướng quân đội của Napoléon
- Maria Theresia de Soubiran (1834-1889)
- Antoine Marfan (1858-1942)
- Georges Canguilhem (1904-1995), triết gia